# Garcinia burkillii
Garcinia burkillii là một loài thực vật có hoa thuộc họ Clusiaceae.
Loài này chỉ có ở Malaysia.